# Tocando em Frente
"Tocando em Frente" é uma canção dos cantores e compositores brasileiros Almir Sater e Renato Teixeira, que foi gravada pela primeira vez por Maria Bethânia em 1990 em seu álbum 25 anos. A canção ganhou os prêmios de Canção do Ano na Categoria Especial e de Melhor Canção na Categoria MPB do Prêmio Sharp de 1991. "Tocando em Frente" é considerada um clássico da música sertaneja no Brasil.

## História
Em apresentação de 2012 no programa Viola, Minha Viola, da TV Cultura, Almir Sater, questionado por Inezita Barroso sobre em que ele havia se inspirado para fazer a música, respondeu que tinha ido jantar na casa de Renato Teixeira, pegou um violão do filho de Renato que estava encostado e começou a dedilhá-lo. Neste ínterim, veio em sua cabeça uma melodia e Renato começou a escrever a letra. Também conta Almir que recebeu uma ligação telefônica de Maria Bethânia, que até então ele não conhecia pessoalmente, perguntando se ele tinha uma música para ela gravar. Respondendo, disse que tinha acabado de fazer uma música mas que Renato Teixeira iria gravá-la. A seu pedido, ele cantou "Tocando em Frente" no telefone e Bethânia lhe disse que "essa música é minha". Ela entrou em contato com Renato e este deu autorização para a gravação dela.

## Prêmios e reconhecimento
Na voz de Maria Bethânia, a canção ganhou os prêmios de Canção do Ano na Categoria Especial e de Melhor Canção na Categoria MPB do Prêmio Sharp de 1991. A música é considerada um clássico da música sertaneja no Brasil e já foi regravada por vários nomes da música brasileira.

## Intérpretes
Além de Maria Bethânia e dos compositores Almir Sater e Renato Teixeira, vários cantores interpretaram "Tocando em Frente" em seus álbuns, dentre eles: Agnaldo Rayol (participação de Wanessa), César Menotti & Fabiano, Daniel, Fábio de Melo, João Neto & Frederico (part. Fernando & Sorocaba), José Augusto, Oswaldo Montenegro, Paula Fernandes (part. Leonardo), Rionegro, Sérgio Reis e Anavitória.

## Trilhas sonoras
A canção faz parte da trilha sonora de quatro telenovelas e de um filme. Interpretada por Maria Bethânia, faz parte das novelas Pantanal (Manchete, 1990) e Prova de Amor (Record, 2005–06), Leonardo e Paula Fernandes cantam a música na trilha de Araguaia (Globo, 2010–11), enquanto que Almir Sater é quem canta em Além do Tempo (Globo, 2015–16). Já no remake do filme O Menino da Porteira (2009), a música está presente na voz de Daniel. Já a dupla Anavitória regravou a canção para a telenovela O Outro Lado do Paraíso (Globo, 2017–18).